# Косы (Черневецкий район)
Косы (укр. Коси) — село на Украине, находится в Черневецком районе Винницкой области.
Код КОАТУУ — 0524984003. Население по переписи 2001 года составляет 209 человек. Почтовый индекс — 24130. Телефонный код — 4357.
Занимает площадь 1,318 км².

## Адрес местного совета
24114, Винницкая область, Черневецкий р-н, с. Лозовое, ул. Ленина, 4